# Episodi di Dr. Katz, Professional Therapist (quinta stagione)
La quinta stagione della serie animata Dr. Katz, Professional Therapist, composta da 18 episodi, è stata trasmessa negli Stati Uniti, da Comedy Central, dal 15 giugno al 23 novembre 1998.
In Italia la stagione è inedita.
| nº | Titolo originale  | Prima TV USA      |
| -- | ----------------- | ----------------- |
| 1  | Old Man           | 15 giugno 1998    |
| 2  | Fanny Pack        | 22 giugno 1998    |
| 3  | Metaphors         | 29 giugno 1998    |
| 4  | Movies            | 6 luglio 1998     |
| 5  | Ticket            | 13 luglio 1998    |
| 6  | Phone Luv         | 20 luglio 1998    |
| 7  | Chain Letter      | 27 luglio 1998    |
| 8  | Babysitting Ben   | 3 agosto 1998     |
| 9  | Miles Away        | 10 agosto 1998    |
| 10 | London Broil      | 17 agosto 1998    |
| 11 | Feng Shui         | 24 agosto 1998    |
| 12 | Alderman          | 21 settembre 1998 |
| 13 | Paranoia          | 28 settembre 1998 |
| 14 | Waltz             | 5 ottobre 1998    |
| 15 | Anniversary       | 12 ottobre 1998   |
| 16 | Community Theater | 19 ottobre 1998   |
| 17 | Ping-Pong         | 26 ottobre 1998   |
| 18 | Thanksgiving      | 23 novembre 1998  |